# Sieć telekomunikacyjna
Sieć telekomunikacyjna – zespół powiązanych ze sobą urządzeń, służących do świadczenia usług telekomunikacyjnych.
Stanowi również obiekt techniczny będący zbiorem łączy telekomunikacyjnych i innych urządzeń wymaganych do przesyłania informacji pomiędzy dwoma lub więcej węzłami sieci.

## Rodzaje sieci telekomunikacyjnych
Do sieci telekomunikacyjnych zalicza się m.in.:
- publiczną komutowaną sieć telefoniczną (PSTN),
- radiofonię i telewizję (naziemną, kablową i satelitarną),
- telefonię komórkową i satelitarną,
- sieci komputerowe,
- szerokopasmowy dostęp do internetu,
- sieć Internet.

Dawniej do sieci telekomunikacyjnych zaliczały się również sieci telegraficzne, teleksowe, i przywoławcze, które obecnie mają znaczenie historyczne.

## Struktura sieci telekomunikacyjnej
Każda sieć telekomunikacyjna składa się z trzech płaszczyzn współpracujących ze sobą:
- płaszczyzna sterowania – część sieci odpowiedzialna za przesyłanie informacji sterujących (tzw. sygnalizacja),
- płaszczyzna użytkowa (danych) – odpowiada za transport ruchu użytkowników sieci, umożliwiając korzystanie z usług telekomunikacyjnych,
- płaszczyzna zarządzania – obejmuje mechanizmy monitorowania, eksploatacji i administrowania siecią.

## Nowoczesne technologie telekomunikacyjne
Współczesne sieci telekomunikacyjne rozwijają się dynamicznie dzięki nowym technologiom, w tym:
- 5G i rozwój 6G – nowa generacja sieci komórkowych zapewniająca wyższą przepustowość, mniejsze opóźnienia i większą efektywność energetyczną,
- SDN (Software-Defined Networking) – sieci definiowane programowo pozwalające na centralne zarządzanie ruchem danych,
- NFV (Network Functions Virtualization) – wirtualizacja funkcji sieciowych umożliwiająca elastyczniejsze zarządzanie zasobami sieciowymi,
- IoT (Internet of Things) – integracja urządzeń w ramach inteligentnych sieci komunikacyjnych,
- sztuczna inteligencja (AI) w telekomunikacji – wykorzystywana m.in. do optymalizacji zarządzania ruchem w sieciach i zwiększania bezpieczeństwa.

## Znaczenie prawne
W polskim prawie pojęcie sieci telekomunikacyjnej zdefiniowane zostało w ustawie z dnia 12 lipca 2024 r. Prawo komunikacji elektronicznej, gdzie oznacza:
„systemy transmisyjne, a także urządzenia telekomunikacyjne, oprócz telekomunikacyjnych urządzeń końcowych, oraz inne zasoby, w tym nieaktywne elementy sieci, które umożliwiają przekazywanie sygnałów za pomocą przewodów, fal radiowych, optycznych lub innych środków wykorzystujących energię elektromagnetyczną, niezależnie od rodzaju przekazywanej informacji”.
W poprzednio obowiązującej ustawie z dnia 16 lipca 2004 r. Prawo telekomunikacyjne sieć telekomunikacyjna była definiowana jako:
„systemy transmisyjne oraz urządzenia komutacyjne lub przekierowujące, a także inne zasoby, które umożliwiają nadawanie, odbiór lub transmisję sygnałów za pomocą przewodów, fal radiowych, optycznych lub innych środków wykorzystujących energię elektromagnetyczną, niezależnie od ich rodzaju”.
Współczesne regulacje prawne dotyczą również aspektów takich jak neutralność sieci, ochrona danych użytkowników oraz zapewnienie równych warunków dostępu do usług telekomunikacyjnych.